# 大隅中継局
大隅中継局（おおすみちゅうけいきょく）は、鹿児島県曽於市にあるテレビ放送の中継局で、鹿屋中継局や末吉中継局からの電波が受信しにくい曽於市大隅町の岩川市街地周辺（盆地部）の受信対策のため設置されている。
開局当初、MBCとNHK2局は鹿児島親局と同じチャンネルの1ch、3ch、5chのVHF波で送信していたが、その後、受信対策のため現在のUHF波へ変更している。

## 概要
- 中継局名：大隅中継局
- 所在地：鹿児島県曽於市大隅町中之内字古井（曽於警察署西方高地）

## 放送設備

### 地上デジタルテレビジョン放送
| ID | 放送局名             | 物理 チャンネル | 空中線 電力 | ERP   | 放送対象地域 | 放送区域 内世帯数 | 偏波面   | 開局日          |
| -- | -------------------- | --------------- | ----------- | ----- | ------------ | ----------------- | -------- | --------------- |
| 1  | MBC 南日本放送       | 20              | 200mW       | 400mW | 鹿児島県     | 15,320世帯        | 水平偏波 | 2008年 12月26日 |
| 2  | NHK 鹿児島教育       | 24              | 200mW       | 390mW | 全国         | 15,320世帯        | 水平偏波 | 2008年 12月26日 |
| 3  | NHK 鹿児島総合       | 23              | 200mW       | 380mW | 鹿児島県     | 15,320世帯        | 水平偏波 | 2008年 12月26日 |
| 4  | KYT 鹿児島讀賣テレビ | 26              | 200mW       | 350mW | 鹿児島県     | 15,320世帯        | 水平偏波 | 2008年 12月26日 |
| 5  | KKB 鹿児島放送       | 19              | 200mW       | 350mW | 鹿児島県     | 15,320世帯        | 水平偏波 | 2008年 12月26日 |
| 8  | KTS 鹿児島テレビ放送 | 21              | 200mW       | 350mW | 鹿児島県     | 15,320世帯        | 水平偏波 | 2008年 12月26日 |

- 本来地デジの空中線電力はアナログ放送の1/10となるため、アナログ放送が3Wである当中継局は300mWで送信・中継されるが、2/3の200mWとなっているため、減力された形で開局。
- 2008年（平成20年）12月26日から全局本放送中。
- 2008年（平成20年）12月8日から12月25日まで試験放送を実施していたが、終了した。
- 主な受信地域：鹿児島県曽於市の一部

### 地上アナログテレビジョン放送
| 物理 チャンネル | 放送局名             | 空中線 電力       | ERP                | 放送対象地域 | 放送区域 内世帯数 |
| --------------- | -------------------- | ----------------- | ------------------ | ------------ | ----------------- |
| 28              | KYT 鹿児島讀賣テレビ | 映像3W /音声750mW | 映像50W /音声12.5W | 鹿児島県     | 不明              |
| 36              | MBC 南日本放送       | 映像3W /音声750mW | 映像125W /音声31W  | 鹿児島県     | 不明              |
| 38              | KTS 鹿児島テレビ放送 | 映像3W /音声750mW | 映像50W /音声12.5W | 鹿児島県     | 不明              |
| 40              | KKB 鹿児島放送       | 映像3W /音声750mW | 映像50W /音声12.5W | 鹿児島県     | 不明              |
| 42              | NHK 鹿児島総合       | 映像3W /音声750mW | 映像125W /音声31W  | 鹿児島県     | 不明              |
| 44              | NHK 鹿児島教育       | 映像3W /音声750mW | 映像125W /音声31W  | 全国         | 不明              |

※地上アナログテレビジョン放送は、2011年（平成23年）7月24日に全局放送終了。
- KTS鹿児島テレビ放送の電波を鹿屋中継局から経由して末吉中継局に伝送する役割を持っている。